# Hemse kommunala realskola
Hemse kommunala realskola var en realskola i Hemse verksam från 1954 till 1971.

## Historia
Skolan inrättades 1954 som en kommunal realskola.
Realexamen gavs från 1958 till 1971.
En ny skolbyggnad stod klar i oktober 1956, som numera används av Högsbyskolan.